# Alain Renault
Pour les articles homonymes, voir Renault.
Alain Renault, né en 1948 à Paris, est un journaliste et militant politique d'extrême droite français.

## Biographie
Il fut membre du conseil national, puis du secrétariat général d'Ordre nouveau, anima les Groupes nationalistes révolutionnaires (GNR) avec son ami François Duprat et collabora aux Cahiers européens (1974-1978). Il participa aussi à l'Association pour la liberté économique et le progrès social.
Il avait à la demande de l'éditeur travaillé le tapuscrit d'un livre de  François Duprat, prêt à paraître avant la disparition de son ami dans un assassinat le 18 mars 1978,, dont le texte est ensuite publié le 23 mars 1978 dans Libération, comme le raconte un livre dont Le Monde du 13 février 2005 fait la critique.
Il fut le secrétaire général du Front national (FN) jusqu'en 1980, subissant en novembre 1978 la contestation des "Groupes nationalistes révolutionnaires (G.N.R.), créés par François Duprat, qui craignent que la direction du parti ne s'efforce d'exclure leur courant,.
Après l'assassinat de François Duprat, dans son hommage à la victime, lors  d'une conférence de presse le jour même Jean-Marie Le Pen, souligne qu'il était un "spécialiste de l'extrême gauche", et qu'il ne peut se "résigner à croire que les coups sous lesquels il est tombé soient venus d'un autre côté que de celui qu'il reconnaissait comme ses plus grands ennemis", en brandissant le quotidien Rouge du 17 mars qui titre à propos de l'enlèvement d'Aldo Moro "Bientôt cadavre exquis?". Puis dix personnes sont interpellées et entendues le 30 mars, dont quatre militants du Parti des forces nouvelles . Jean-Marie Le Pen a dénoncé "l'impunité totale dont jouissent les auteurs de ces actes inqualifiables", car il est suivi du saccage des locaux du FN et du vol du fichier de l'organisation dans la nuit du 27 au 28 juin 1978, obligeant à annoncer que désormais ils seront gardés par des hommes armés et en fustigeant "ceux qui ont pendu en effigie François Duprat" à la faculté d'Assas" et en laissant entendre que "ses soupçons se portent sur le Parti des forces nouvelles (PFN), membre de l'Eurodroite, que Jean-Marie Le Pen venait de fustiger dans un discours. 
Puis il quitta le FN avec le groupe de la revue Militant en 1981. Il y retourna en 1990 pour ensuite rejoindre Philippe de Villiers.

### Vie privée
Il a épousé la veuve de François Duprat, Jeanine.

## Ouvrages
- avec Patrick Buisson (dir.), L'Album Le Pen, Écully, Intervalles, 1984.  (ISBN 2-905409-01-0). Un album similaire a été édité en 2002 par Yann Le Pen.
- avec François Duprat, Les Fascismes américains, 1924-1941, éd. Revue d'histoire du fascisme, 1976 (rééd. en mai 2010 aux éditions Déterna)
- (Présentation), Ordre Nouveau - Juin 1972 & 3e congrès 1973, Paris, Déterna, 2009, 447 p.  (ISBN 978-2-36-0060-06-1)
- (Préface) Ordre nouveau raconté par ses militants, Paris, Synthèse éditions, 2019, 266 p.  (ISBN 978-2-36798-057-7).